# Milena Mrazović
Milena Theresia Mrazović (posteriorment coneguda com a Milena Preindlsberger) (Bjelovar, actual Croàcia, 28 de desembre de 1863 – Viena, Àustria, 20 de gener de 1927) va ser una periodista, escriptora, etnòloga i compositora austro-hongaresa. És coneguda per ser la primera periodista bosniana i per donar a conèixer Bòsnia i Hercegovina als territoris de parla alemanya gràcies als seus quaderns de viatge. També té reconeixement com a compositora de música clàssica, pràctica poc habitual en aquella zona.

## Biografia

### Primers anys
Milena Mrazović va nàixer l'any 1863 a la ciutat croata de Bjelovar, que en aquell temps formava part de l'Imperi Austríac. Era filla d'una família de classe mitjana, la qual la va enviar a estudiar a Budapest. L'any 1878, algunes setmanes després de la invasió austrohongaresa del Condomini de Bòsnia-Hercegovina, la seua família es va traslladar a Banja Luka, ja que el seu pare havia sigut nomenat oficial administratiu. L'any següent, Mrazović i la seua família es van traslladar a Sarajevo.

### Etapa com a música
Al maig de l'any 1881, Milena Mrazović va participar en el primer concert de música clàssica que s'havia fet mai a Bòsnia, el qual va tenir lloc a Banja Luka. El concert anava dedicat a la princesa hereva Estefania de Bèlgica. A més, entre 1879 i 1882, Mrazović va compondre la Marxa Württemberg, en honor del duc Guillem de Württemberg, qui en aquell moment era governador de la província imperial de Bòsnia i Hercegovina. Aquesta marxa, juntament amb la Mazurka Osmanich i la Bosnia-Polka Francaize, van ser impreses a Viena l'any 1882, sent les primeres obres musicals publicades de Mrazović.

### Etapa com a periodista
Entre 1884 i 1885, Milena Mrazović va ensenyar francès a l'escola del convent Germanes de la Caritat, a Sarajevo. En aquell temps va començar a practicar l'escriptura d'articles, publicant el primer d'ells a la revista Neue Augsburger Postzeitung. L'any 1884 va començar a col·laborar al diari en llengua alemanya Bosniche Post. Allí va conèixer a Eugen von Tõpfer, el qual va vindre des de Viena fins a Sarajevo l'any 1881. Tõpfer va comprar el diari l'any 1886, i poc després es va prometre amb Mrazović. No obstant, Tõpfer va enfermar de manera terminal, i va cedir l'empresa a Mrazović com a única hereva. Finalment va morir l'any 1889, i el govern de Bòsnia-Hercegovina va donar permís a Mrazović per a continuar publicant al Bosniche Post, acceptant el testament del seu promès. Així no només es va convertir en la primera editora en cap de Bòsnia i Hercegovina, sinó també la primera periodista professional de la província.
A més de ser propietària del diari, Mrazović es va convertir en corresponsal del Telegraph, editora de notícies per a la ràdio i col·laboradora de quasi tots els diaris de llengua alemanya. El Reichpost va agrair especialment els articles de Mrazović, els quals va publicar amb el pseudònim de "Milan". Molts mitjans internacionals van felicitar el seu èxit l'any 1894, quan el Bosniche Post va celebrar el seu desè aniversari, destacant que les dones de Bòsnia i Hercegovina normalment no participaven en la vida pública. Entre 1893 i 1894, Mrazović va ordenar construir un bloc d'apartaments amb oficines de redacció i una impremta a la planta baixa. L'any 1893 va publicar una col·lecció de novel·les inspirades en els musulmans bosnians, que van tindre una gran acollida per part de la crítica. També va imprimir els poemes de l'escriptor bosnià Grgo Martić.
El diari de Mrazović va arribar a tal reconeixement que el govern austrohongarès va voler intervenir-lo, però ella es va negar a inclinar-se a la seua voluntat. Va rebre moltes pressions i difamacions, especialment per part del comissari del govern a Sarajevo, Lothar Berks, qui volia que Mrazović vengués l'empresa a algú més mal·leable.
Milena Mrazović va seguir vivint a l'apartament situat sobre la seua empresa fins a l'any 1896, quan finalment va vendre el Bosniche Post, així com el negoci d'impressió i publicació, i es va casar amb el metge de Sarajevo Josef Preindlsberger. Mrazović va continuar escrivint llibres i articles per a diaris europeus, cobrint esdeveniments importants com la Crisi de l'annexió de Bòsnia, l'Assassinat de l'arxiduc a Sarajevo o el judici a Gavrilo Princip.

### Etapa com a etnògrafa
Milena Mrazović estava molt interessada també en l'etnografia. Va ser una de les fundadores del Museu Nacional de Bòsnia i Hercegovina l'any 1888, així com la seua benefactora habitual. L'any 1889, Mrazović va esdevenir la primera dona acceptada a la Societat Antropològica de Viena. Al febrer de 1896, a invitació de la Societat Etnogràfica, va pronunciar la primera conferència sobre Bòsnia i Hercegovina a Viena.
Com a escriptora de viatges, Mrazović va presentar Bòsnia i Hercegovina a tota l'Europa central. Acompanyada de la pintora Augusta Block, Milena Mrazović va viatjar a cavall per tota Bòsnia i Hercegovina. Anaven a llocs remots i enregistraven contes populars, endevinalles, costums i receptes de cuina. A més, en aquests viatges, Mrazović va recollir i classificar els vestits tradicionals. Dos dels seus llibres de viatges van ser publicats a Innsbruck: primer el Bosniches Skizzenbuch l'any 1900, seguit d'una col·lecció de contes populars anomenada Bosniche Volksmaerchen, l'any 1905. El seu major èxit va arribar amb Bosniche Ostbahn, publicat a Viena l'any 1908.

### Exili i mort
Durant la Primera Guerra Mundial, Milena Mrazović va acompanyar al seu marit a Sèrbia, per a després traslladar-se a Montenegro, Albània i finalment a Itàlia, ajudant-lo com a infermer. Després de la derrota d'Àustria-Hongria i la seua dissolució, el territori de Bòsnia i Herzegovina va passar a formar part del Regne dels Serbis, Croats i Eslovens (el qual posteriorment acabaria formant el Regne de Iugoslàvia). El matrimoni va ser deportat a Àustria, on es van instal·lar, tot i que Mrazović ho considerava "terra estrangera". L'any 1926 va donar la seua última conferència a l'institut Urània de Viena, tot i que el seu estat de salut ja havia empitjorat. Va morir l'any 1927 al Sanatori de Löw.
Després de la Segona Guerra Mundial, un dels dos fills de Milena Mrazović va portar la col·lecció etnogràfica de la seua mare a Bòsnia i Hercegovina, i la va donar al Museu Nacional de Sarajevo, tal com ella havia desitjat. Tot i ser descrita com a "famosa escriptora bosniaca", Mrazović i les seues obres, quasi totes escrites en alemany, continuen sent poc conegudes a la seua terra.